# Битва при Цере
Битва при Цере (серб. Церска битка) — одно из первых сражений Первой мировой войны. Стало первой победой союзников над Австро-Венгрией. В результате победы сербы стали рассматриваться как решающая сила в войне на Балканах.

## Силы сторон
Силы Австро-Венгрии на начало вторжения на Балканском фронте составляли 200 000 человек. Это было связано с тем, что значительная часть 2-й австро-венгерской армии была переброшена на российский фронт, сильно сократив численность войск. Из оставшихся сил 140 000 непосредственно принимали участие в операции.
Сербские вооружённые силы насчитывали 247 тыс. человек, из них в операции приняло участие 180 тыс. Сербская армия была вынуждена держать гарнизоны против албанских и македонских повстанцев, поддерживаемых Болгарией. Путник решил перейти в контрнаступление, чтобы вытеснить австро-венгерские войска из Сербии. Для этого ему нужно было предотвратить объединение 5-й и 2-й австрийских армий вокруг Шабаца. Поэтому он решил нанести сильный контрудар против 5-й австрийской армии: 3-я сербская армия должна была остановить возможную атаку противника в долине реки Ядар, а 2-я армия генерала Степы Степановича должна была атаковать левое крыло австрийцев.

## Ход битвы
Около 23 часов 15 августа части 1-й сербской сводной дивизии атаковали позиции австро-венгерской армии на склонах горы Цер. В полночь бои стали очень ожесточенными, и во тьме воцарился хаос. Утром 16 августа австро-венгерские войска были отброшены. Позже в тот же день сербы оттеснили 21-ю австрийскую дивизию от горы Цер, не дав ей соединиться с силами 2-й армии в Шабаце.
17 августа сербы попытались вернуть Шабац, но безуспешно. 1-я сводная дивизия атаковала села Троян и Парлог, затем двинулась к городу Косанин Град. Австрийцам удалось отбросить 3-ю сербскую армию, вынудив ее задействовать одну из своих дивизий для обеспечения подступов к Валеву, которому угрожала австрийская 42-я горнострелковая дивизия.
Утром 18 августа австрийцы начали новую атаку с намерением оттеснить 1-ю Шумадийскую дивизию с ее плацдарма возле Шабаца и позволить 5-й армии продолжить наступление. Однако сербы уничтожили австрийские войска на реке Добрава, заставив уцелевших солдат отступить. Напротив, 2-я сербская армия продолжала контратаковать вдоль Цера и Иверака. Австрийцы удерживали село Рашуляча, но не смогли дать отпор сербам у города Косанин Град. Хотя первая сербская атака была отбита, сербы продолжали свои атаки ночью, а утром город пал. 1-я Моравская дивизия вытеснила австрийскую 9-ю дивизию с оборонительных позиций и успешно отразила контратаки, нанеся австрийцам большие потери. Австрийский IV корпус возобновил атаку на Шумадийскую дивизию; она была вынуждена отступить, но сохранила свою боевую ценность, в результате чего IV корпус не смог повернуть назад к горе Цер, опасаясь, что Шумадийская дивизия нападет с тыла. В результате IV корпус не смог присоединиться к австро-венгерским войскам во время решающей фазы битвы при Цере.
В полдень 19 августа сербы захватили Рашулиячу, после чего 1-я сводная дивизия начала наступление на Лешницу. Тем временем 1-я Моравская дивизия оттеснила австрийцев от Иверака. Незадолго до полудня сербы захватили село Велика Глава, а во второй половине дня захватили и хребет Раджин Гроб. Падение этой последней позиции заставило австрийцев отступить. 3-я сербская армия оттеснила 36-ю австрийскую дивизию, которая также начала отступать. Сербские войска двинулись в преследование по всему фронту. 
К 20 августа австро-венгерские войска были отброшены за Дрину, а к 22 августа 5-я австрийская армия была отброшена в Боснию. Оттеснив австрийцев от Цера, сербы двинулись в атаку на Шабац. 21 и 22 августа шли тяжелые бои за город. К 23 августа сербы окружили город и вечером ввели в бой осадную артиллерию. Ночью австрийцы покинули город. 24 августа сербы заняли город и около 16:00 достигли берега реки Сава, положив конец первому австро-венгерскому вторжению в Сербию.

## Результаты
Обе стороны понесли в боях большие потери. Австро-венгерская армия потеряла около 37 тысяч солдат, в том числе около 7 тысяч убитыми. Кроме того, в плен было взято около 4000 солдат. Сербские потери были гораздо меньшими – около 3000 убитыми и 15000 ранеными. Обе стороны обвинили друг друга в военных преступлениях. Убийства были вызваны взаимной ненавистью обоих народов друг к другу.
Победа при горе Цер была первой крупной победой Антанты над центральными державами. Сербия завоевала значительное признание и симпатию на международной арене. Многие европейские страны предложили Сербии финансовую, политическую, гуманитарную и медицинскую помощь. Генерал Степа Степанович, командующий 2-й сербской армией, получил чин воеводы (маршала). Командующий австро-венгерскими войсками генерал Оскар Потиорек, потерпевший поражение, планировал новый удар через реку Дрина. Однако 6 сентября сербы начали наступление на Сирмию.

## В массовой культуре
- В память о первой победе Сербии над Австро-Венгрией был написан легендарный Марш на Дрину композитором Станиславом Бинички.
- В 1964 году югославским режиссёром Жикой Митровичем был снят фильм «Марш на Дрину» о битве при Цере.
- Сербская хип-хоп-группа «Београдски синдикат» записала композицию «Оловни војници», посвятив её участникам Церской и Колубарской битв. На композицию был снят видеоклип в виде нарезки кадров из фильма «Марш на Дрину».